# Ringa-Raja
Ringa-Raja je bil otroški program slovenske komercialne televizije POP TV, ki je bil 2012 preimenovan v MOJ MOJ.

## Opis
Program se je predvajal vsako soboto in nedeljo od osme do enajste ure ter je vseboval različne risane serije in filme. POP TV je program RINGA RAJA začel predvajati leta 2002 do leta 2010, kjer so oddajo preimenovali v MOJ MOJ. V tem času so se trudili slovenski publiki predstaviti nekatere svetovno znane risane serije. Predvajali so tudi različne otroško-izobraževalne oddaje: Tricky TV, Eureka, Čarovna angleščina in Art Attack.

## Seznam predvajanih risanih serij v programu Ringa-Raja
| Originalni naslov                                   | Slovenski naslov               |
| --------------------------------------------------- | ------------------------------ |
| Lunar Jim                                           | Jaka na Luni                   |
| Lazytown                                            | Lazytown                       |
| Winx club                                           | Winx klub                      |
| Ben 10                                              | Ben 10                         |
| Stanley                                             | Stanko                         |
| Camp Lazlo                                          | Kamp Lazlo                     |
| Paddington bear                                     | Medved Paddington              |
| Tom & Jerry                                         | Tom in Jerry                   |
| Koala brothers                                      | Brata koalček                  |
| Rupert Bear: Follow the Magic                       | Medved Rupert                  |
| Bob the Builder Project: Build it!                  | Mojster Miha Projekt: Gradimo! |
| Bakugan battle browlers                             | Bakuganski bojevniki           |
| Roary, the racing car                               | Roary, dirkalnik               |
| Pucca                                               | Pucca                          |
| Poko                                                | Poko                           |
| Jackie Chan Adventures                              | Dogodivščine Jackiea Chana     |
| Class 3000                                          | Razred 3000                    |
| Eon kid                                             | Železna pest: Eon kid          |
| Di-Gata                                             | Di-Gata                        |
| Little red tractor                                  | Mali rdeči traktor             |
| Oggy and the Cockroaches                            | Ogijeva druščina               |
| Family dog                                          | Družinski pes                  |
| Transformers                                        | Transformerji                  |
| Beany and Cecil                                     | Bobek in Ciril                 |
| Veggie Tales                                        | Zelenjavčki                    |
| Katie and Orbie                                     | Katka in Orbi                  |
| Zenki                                               | Zenki                          |
| Benjamin Blümchen                                   | Slonček Benjamin               |
| Busy Buses                                          | Avtobuski                      |
| Profesor Baltazar                                   | Profesor Baltazar              |
| Finley the Fire Engine                              | Florijan, gasilski avto        |
| It is a big big world                               | Na drevesu smo doma            |
| Strawberry Shortcake                                | Jagodka                        |
| Harold and the Purple Crayon                        | Harold in vijolična voščenka   |
| Tidings                                             | Bučke                          |
| Star wars: Clone wars                               | Vojna zvezd: Vojna klonov      |
| Tiny Planets                                        | Drobižki                       |
| Little People                                       | Naš mali svet                  |
| Flesh Kicker                                        | Rudijevo moštvo                |
| Action Man                                          | Action man                     |
| Watership Down                                      | Vodovnikova vesina             |
| W.I.T.C.H.                                          | Pet junakinj                   |
| Doctor Otter                                        | Doktor Otto                    |
| Hikarian                                            | Hikariani                      |
| Bibi Blocksberg                                     | Radovednica Bibi               |
| Preston Pig                                         | Pujsek Zlatko                  |
| Nutsberry Town                                      | Malinji dol                    |
| Yu-gi-oh GX                                         | Yu-gi-oh GX                    |
| Stuart Little: The Animated Series                  | Mišek Stuart Little            |
| Bratz                                               | Bratz (risana serija)          |
| Cotoons                                             | Bombažki                       |
| Get Ed                                              | Super Ed                       |
| Rubbadubbers                                        | Kopalčki                       |
| TMNT-Teenage Mutant Ninja Turtles                   | Ninja želve                    |
| Muffin the Mule                                     | Krofko                         |
| Postman Pat                                         | Poštar Peter                   |
| Rocky Rackat                                        | Moj prijatelj Roki             |
| Hello Kitty's Paradise                              | Mala Kitty                     |
| Altair in Starland                                  | Altar v Zvezdolandiji          |
| Astroboy                                            | Astroboy                       |
| Bob’s Big Plan                                      | Mihov veliki načrt             |
| Kim Possible                                        | Kim Possible                   |
| Grossology                                          | Gnusologija                    |
| Willow Town                                         | Vrbja vas                      |
| Meeow!                                              | Mjav! Mjav!                    |
| Super Gals                                          | Super punce                    |
| Fantasy adventure: Nagagutsu o Haita Neko No Bouken | Obuti maček                    |